# 攻佔亞歷山大港
佔領亞歷山大港發生於1798年7月2日，是法國遠征埃及在埃及進行的第一場軍事行動，法軍登陸並從鄂圖曼禁衛軍手中奪取亞歷山大港。

## 註腳
1. 1 2  Smith 1998，第140頁.
2. ↑  Bainville 1997，第31頁.